# Vuelta a Cuba
Vuelta a Cuba – wyścig kolarski rozgrywany na Kubie, co roku w lutym. Pierwszą edycję zorganizowano w 1964 roku, w 2005 roku zaliczony do cyklu UCI America Tour (kat. 2.2).
Kilkukrotnie w całej swojej historii wyścig nie był organizowany - w latach 1970, 1975, 1982 oraz od 1991 do 1999 roku. Od 2011 roku do chwili obecnej Vuelta a Cuba również nie jest organizowana.

## Lista zwycięzców
- 2011–2013 nie rozgrywano
- 2010 Arnold Alcolea  Kuba
- 2009 Arnold Alcolea  Kuba
- 2008 Pedro Pablo Pérez  Kuba
- 2007 Svein Tuft  Kanada
- 2006 Pedro Pablo Pérez  Kuba
- 2005 Damián Martínez  Kuba
- 2004 Pedro Pablo Pérez  Kuba
- 2003 Todd Herriot  Stany Zjednoczone
- 2002 Filippo Pozzato  Włochy
- 2001 Pedro Pablo Pérez  Kuba
- 2000 Pedro Pablo Pérez  Kuba
- 1991–1999 nie rozgrywano
- 1990 Eduardo Alonso  Kuba
- 1989 Eduardo Alonso  Kuba
- 1988 Eduardo Alonso  Kuba
- 1987 Eduardo Alonso  Kuba
- 1986 Eduardo Alonso  Kuba
- 1985 Ołeksandr Zinowjew  ZSRR
- 1984 Eduardo Alonso  Kuba
- 1983 Olaf Jentzsch  NRD
- 1982 nie rozgrywano
- 1981 Jorge A. Pérez  Kuba
- 1980 Aldo Arencibia  Kuba
- 1979 Carlos Cardet  Kuba
- 1978 Siergiej Suchoruczenkow  ZSRR
- 1977 Carlos Cardet  Kuba
- 1976 Aldo Arencibia  Kuba
- 1975 nie rozgrywano
- 1974 Carlos Cardet  Kuba
- 1973 Leonardo Hernández  Kuba
- 1972 Aldo Arencibia  Kuba
- 1971 Raúl Vázquez  Kuba
- 1970 nie rozgrywano
- 1969 Sergio Martínez  Kuba
- 1968 Sergio Martínez  Kuba
- 1967 Henryk Kowalski  Polska
- 1966 Sergio Martínez  Kuba
- 1965 Rodolfo Noriega  Kuba
- 1964 Sergio Martínez  Kuba